# Parafia Podwyższenia Krzyża Świętego w Ciepielowie
Parafia Podwyższenia Krzyża Świętego w Ciepielowie – jedna z 10 parafii dekanatu lipskiego diecezji radomskiej.

## Historia
Parafia powstała przed 1434 r. Wówczas istniał w Ciepielowie drewniany kościół pw. Świętego Krzyża. W 1512 r., z fundacji Jakuba Ciepielowskiego, zbudowano drewniany kościół pw. św. Rocha w Ciepielowie Starym, który istniał do 1825 r. Niektóre źródła wskazują również na fundację dziedzica Ciepielowa Zygmunta Kazanowskiego, który pod koniec XVI w. ufundował drewniany kościół w miasteczku Ciepielów. W 1752 r., z fundacji Konstancji z Denhoffów Sanguszkowej, wybudowano w Ciepielowie nowy drewniany kościół pw. Świętego Krzyża. Świątynia ta została zniszczona w czasie działań wojennych w 1915 r. W 1904 r. podjęto pierwsze starania dotyczące budowy murowanego kościoła. Ówczesny proboszcz ks. Antoni Długosz zlecił Stefanowi Szyllerowi przygotowanie projektu świątyni. Przedstawił on plany budowy dużego trzynawowego kościoła w stylu neogotyckim. Tego projektu nie zrealizowano. Po zniszczeniu drewnianej świątyni parafia rozpoczęła budowę murowanego kościoła wg nowego projektu autorstwa inż. Stefana Wąsa. Kościół został zbudowany w latach 1922–1939 staraniem proboszcza ks. Ludwika Barskiego, parafian oraz dzięki dotacji państwowej. Świątynia została dedykowana przez sługę Bożego bp. Piotra Gołębiowskiego 14 IX 1959 roku.

## Proboszczowie
- 1943 – 1957 – ks. Jan Ułanowicz
- 1957 – 1963 – ks. Adam Pawęska
- 1963 – 1981 – ks. Czesław Lisak
- 1981 – 2002 – ks. kan. Zdzisław Kalinowski
- 2002 – nadal – ks. kan. Stanisław Sławiński

## Zasięg parafii
Do parafii należą wierni z miejscowości: Anusin, Ciepielów, Ciepielów-Kolonia, Stary Ciepielów, Chotyze, Dąbrowa, Gardzienice-Kolonia, Stare Gardzienice, Kałków, Kawęczyn, Pcin, Rafałów, Ranachów B, Rekówka, Świesielice, Wólka Dąbrowska.